# Friedrich Anton Reuß
Friedrich Anton Leopold Reuß (auch Reuss; * 18. September 1810 in Kitzingen; † 4. März 1868 in Nürnberg) war Arzt, Philologe und Bibliothekar. Er stand als Bibliotheksdirektor der Universitätsbibliothek Würzburg vor. Zuletzt war er als Leiter der Abteilung für Archäologie, Kunst und Geschichte im Germanischen Nationalmuseum in Nürnberg tätig.

## Leben
Friedrich Anton Leopold Reuß wurde am 18. September 1810 in der Stadt Kitzingen geboren, die damals Teil des Großherzogtums Würzburg war und bald darauf ans Königreich Bayern gelangte. Der Vater von Reuß war als Amtsarzt in der Stadt tätig. Die schulische Ausbildung des jungen Friedrich Anton ist in den Quellen nicht nachvollziehbar. Im Jahr 1827 trat Reuß ein Studium an der Ludwig-Maximilians-Universität in München an, wobei er die Fächer Medizin und Philosophie belegte. Am 30. August 1832 wurde er schließlich an der Universität Würzburg zum Dr. med. promoviert. Auf diese Zeit datieren die ersten Veröffentlichungen von Friedrich Anton Reuß, die sich zunächst vor allem auf die Nosologie beschränkten.
Im Jahr 1832 nahm Reuß an der Universität Erlangen ein weiteres Studium der Philosophie auf. Dieses schloss er ebenfalls mit einer Promotion ab. Anschließend erhielt er in Würzburg die Venia Legendi für „allgemeine Wissenschaften“. Während er seine Habilitation in Würzburg vorbereitete, studierte Reuß außerdem in Wien, Dresden und Prag Archäologie und altdeutsche Sprachen. Er habilitierte sich im Jahr 1835 in Würzburg und hielt anschließend mehrere Vorlesungen, unter anderem über altdeutsche Literatur. Bereits 1834 war der Privatdozent zum Bibliotheksassistenten an der Universitätsbibliothek Würzburg ernannt worden. Er stieg später zum Unterbibliothekar und bereits 1840 zum ordentlichen Universitäts-Bibliothekar auf. An der Universitätsbibliothek begann Reuß mit dem Sammeln von historischen Quellen, die er so vor der Vernichtung bewahrte. Außerdem katalogisierte er die Bestände der Universität erstmals wissenschaftlich.
Die Tätigkeit an der Universität führte zur Berufung zum außerordentlichen Professor für alte Sprachen, die am 15. August 1850 erfolgte. Ehrenamtlich betreute Reuß in den 1850er Jahren außerdem die Sammlungen des Historischen Vereins für Unterfranken. Im Jahr 1848 wurde Reuß schließlich zum Leiter der Würzburger Universitätsbibliothek ernannt. 1854 wurde öffentlich, dass sich Reuß an den Beständen der Universitätsbibliothek persönlich bereichert hatte, indem er Inkunabeln aus einzelnen Sammelmappen herausgeschnitten hatte. Außerdem verschwanden mehrere Bücher, die sich in seinem Verantwortungsbereich befunden hatten. Daraufhin wurde Friedrich Anton Reuß aus dem Staatsdienst entlassen und zog sich für einige Jahre ins Privatleben zurück.
Im Jahr 1857 wurde er schließlich an das Germanische Nationalmuseum in Nürnberg berufen, wo er die Leitung einer großen Abteilung mit den Themenschwerpunkten Archäologie, Kunst und Geschichte übernahm. Daraufhin verlegte Reuß seinen Lebensmittelpunkt nach Nürnberg. Hier starb Reuß am 4. März 1868. Die private Sammlung gelangte nach dem Tod des Forschers an den fürstlichen Archivar von Löwenstein, Alexander Kaufmann nach Wertheim. Kaufmann erhielt auch viele Briefe aus der Korrespondenz. Sie werden heute im Landesarchiv Baden-Württemberg aufbewahrt. Große Teile des schriftlichen Nachlasses von Friedrich Anton Reuß stehen heute im Historischen Archiv des Germanischen Nationalmuseums einer interessierten Öffentlichkeit zur Verfügung.

## Schriften (Auswahl)
Reuß war während seines Berufslebens vor allem mit der Arbeit am Verzeichnis der Handschriften und Wiegendrucke der Universitätsbibliothek Würzburg beschäftigt. In 17 umfangreichen Foliobänden trug er Dokumente zur Geschichte der Universität Würzburg zusammen. Seine Funde in den Beständen publizierte Reuß in Aufsätzen für verschiedene Zeitschriften und Fachblätter, wobei er sowohl Rechtsquellen als auch die Realienkunde beachtete. Daneben veröffentlichte er immer wieder Werke mit landeskundlichen Inhalten, die sich vor allem auf seine Geburtsstadt Kitzingen und das dortige Benediktinerinnenkloster bezogen. Mit der Wiederentdeckung des medizinhistorischen Werkes von Ortolf von Baierland und der „Descriptio urbis Dettelbach“ des Sigismund Wermerskircher besitzen die Arbeiten von Friedrich Anton Reuß daneben einen hohen forschungsgeschichtlichen Wert.
Monografien
- Die Krankheiten des Menschen in ihrer Entwickelung und natürlichen Verwandtschaft. Ein Entwurf eines nosologischen Natursystems. Dissertation, München 1833.
- De libris physicis S. Hildegardis. Commentatio historico-medica. Stahel, Würzburg 1835.
- Grumbachiana. Mappe mit 10 Einblattdrucken (1562–1570) aus der Zeit der Grumbachschen Händel. Würzburg o. J.
- Walafridi Strabi hortulus. Accedunt Analecta ad antiquitates florae Germanicae et capita aliquot Macri nondum edita. Stahel, Würzburg 1834.
- Die Minne- und Meister-Sänger Frankens. Stahel, Würzburg o. J.
- Lectiones de scientiarum naturalium historia per semestre hyemale MDCCCXXXVI-XXXVII. Inest lectionum samonicearum particula I. Thein, Würzburg 1836.
- Beiträge zur Lebensgeschichte des gekrönten Dichters M. Joh. G. Hochstater von Kitzingen. Bei Gelegenheit der Herausgabe des Handschriften-Verzeichnisses des Historischen Vereines für den Untermainkreis bekannt gemacht. Thein, Würzburg 1837.
- Erinnerung aus der Geschichte des Frauenklosters zu Kitzingen. Stahel, Würzburg 1838.
- Beiträge zur deutschen Handschriftenkunde. Weidmann, Leipzig o. J.
- mit Friedrich Ernst Thein: Monumenta Kilianea. Thein, Würzburg o. J.
- Fragmente eines altdeutschen Gedichtes von den Heldenthaten der Kreuzfahrer im heiligen Lande. Köpplinger, Kitzingen 1839.
- Kurzer chronologischer Abriß der Geschichte des vormaligen Frauenklosters zu Kitzingen. Köpplinger, Würzburg 1840.
- Walther von der Vogelweide. Eine biographische Skizze mit einer lithographirten Abbildung. Bonitas-Bauer, Würzburg 1843.
- Johann I. von Egloffstein, Bischof von Würzburg und Herzog zu Franken, Stifter der ersten Hochschule in Würzburg. Historische Monographie. Bonitas-Bauer, Würzburg 1847.
- Das deutsche Volkslied in Franken. Stahel, Würzburg 1851.
- mit Carl Heffner: Lorenz Fries, der Geschichtschreiber Ostfrankens. Eine literärgeschichtliche Denkschrift bei Gelegenheit der Errichtung einer Gedächtnißtafel an dem vormaligen Wohnhause des gefeierten Chronisten (mit dem lithographirten Facsimile von Fries Handschrift). Bonitas-Bauer, Würzburg 1853.
- Johann Böhm von Aub, Priester des deutschen Ordens, Deutschlands ältester Ethnograph. Eine literär-historirsche Skizze. Mäsch, Nürnberg 1860.
- Die ersten botanischen und Kunst-Gärten Bayerns mit geschichtlichen Nachrichten über mehrere früher besonders beliebte Culturgewächse. Attenkover, Ingolstadt 1862.

Aufsätze
- Manuskriptenkatalog der vormaligen Dombibliothek zu Würzburg. In: Archiv des Historischen Vereins von Unterfranken und Aschaffenburg Bd. 7, H. 2 (1842), S. 166–177.
- Ueber Walther von der Vogelweide. In: Mnemosyne 18 (1842), S. 73 f.
- Kurzer Abriß einer Geschichte der Bücher- und insbesondere Handschriften-Sammlungen im vormaligen Hochstifte Würzburg. In: Serapeum 6 (1845), S. 161–174, 177–190.
- Das deutsche Volkslied in Franken. In: Neue Würzburger Zeitung. 1851. Stahel, Würzburg 1851. O. S.
- Die Stiftung für Würzburgische Alumnen im Hause der alten Weisheit zu Perugia. In: Katholische Wochenschrift 3, 7, Würzburg 1855, S. 97–106.

## Mitgliedschaften und Ehrungen
- Ehrenmitglied des Polytechnischen Vereins
- 1840: Ehrenbürger der Stadt Kitzingen für die „freiwillige Sichtung der ungeordneten städtischen Archivalien und der damit einhergehenden Rettung zahlreicher historischer Schriften, Urkunden und Briefe“.[2]